# Sportski žurnal
Sportski žurnal (serbisch-kyrillisch Спортски журнал; serbisch für „Sport-Journal“), umgangssprachlich oft auch als Žurnal bezeichnet, ist eine täglich erscheinende, serbische Sportzeitschrift. Sie ist die Sport-Tageszeitung mit der höchsten Auflage in Serbien und einer der höchsten in Südosteuropa und gilt daher als das führende Blatt des Landes.
Die erste Ausgabe erschien 1990 und den größten Umfang nimmt die Berichterstattung über Fußball ein, insbesondere über die serbischen Wettbewerbe, jedoch auch über alle anderen nationalen und internationalen Sportarten, vor allem über Basketball, Volleyball, Handball, Tennis, Wasserball und Leichtathletik.
Die Hauptredaktion von Sportski žurnal hat ihren Sitz in Belgrad. Damit ist auch eine starke Tendenz in der Berichterstattung verbunden: Die lokalen Vereine Roter Stern und Partizan nehmen relativ viel Raum ein. Über Vojvodina Novi Sad wird ebenfalls relativ viel berichtet, aber auch über alle anderen Vereine wird regelmäßig geschrieben.